# Expédition Ryckmans-Philby-Lippens
 (novembre 2017).
Si vous disposez d'ouvrages ou d'articles de référence ou si vous connaissez des sites web de qualité traitant du thème abordé ici, merci de compléter l'article en donnant les références utiles à sa vérifiabilité et en les liant à la section « Notes et références ».
Pour les articles homonymes, voir Philby.
L'expédition Ryckmans - Philby - Lippens est une expédition scientifique belge effectuée en 1951 en Arabie par l'Université catholique de Louvain, sous les auspices du roi Abdel Aziz Ibn Saoud.
Unique en son genre, elle dura trois mois et eut pour objectif de trouver, photographier et analyser un grand nombre d'inscriptions et de pétroglyphes d'époque pré-islamique, encore très peu étudiés à l'époque.

## Itinéraire
L'itinéraire de l'expédition traverse le désert de Djeddah à Riyadh, sur plus de 5 400 kilomètres, reliant puits et anciennes routes caravanières.

## Membres de l'expédition
- Gonzague Ryckmans (1887-1969)
- Jacques Ryckmans (1924-2005)
- Harry St. John Bridger Philby (1885-1960)
- Philippe Lippens (1910-1989)

## Résultats
L'expédition découvrit plus de 12 000 inscriptions, écrites dans différentes langues :
- Langues sudarabiques anciennes : inscriptions majoritairement en dialecte sabéen.
- Langues nord arabiques anciennes : inscriptions majoritairement en dialecte thamoudéen.

Le grand nombre d'inscriptions enregistré durant l'expédition eut pour grand mérite de faire progresser de manière spectaculaire les connaissances sur les langues de l'Arabie préislamique. Elles permirent, entre autres, le déchiffrement de l'alphabet cursif nord-arabique et la rédaction du premier dictionnaire du dialecte sabéen par Jacques Ryckmans.

## Les Archives Ryckmans
Les archives de l'expédition, léguées au Centre d’Études Orientales de l'Institut Orientaliste de Louvain, sont aujourd'hui conservées aux Archives de l'Université catholique de Louvain à Louvain-la-Neuve, au sein du fonds Ryckmans.